# Physalis minutiflora
Physalis minutiflora är en potatisväxtart som beskrevs av José Mariano Mociño, Amp; Sesse och Michel Félix Dunal. Physalis minutiflora ingår i släktet lyktörter, och familjen potatisväxter. Inga underarter finns listade i Catalogue of Life.